# تشاك لوك
تشاك لوك (بالإنجليزية: Chuck Locke)‏ هو لاعب كرة قاعدة أمريكي، ولد في 5 مايو 1932 في مالدن في الولايات المتحدة، وتوفي في 9 يناير 2015 في بوبلار بلوف في الولايات المتحدة.

## وصلات خارجية
- تشاك لوك على موقعبيزبول رفرنس.كوم (الدوري الرئيسي) (الإنجليزية)